# Roland de Mois

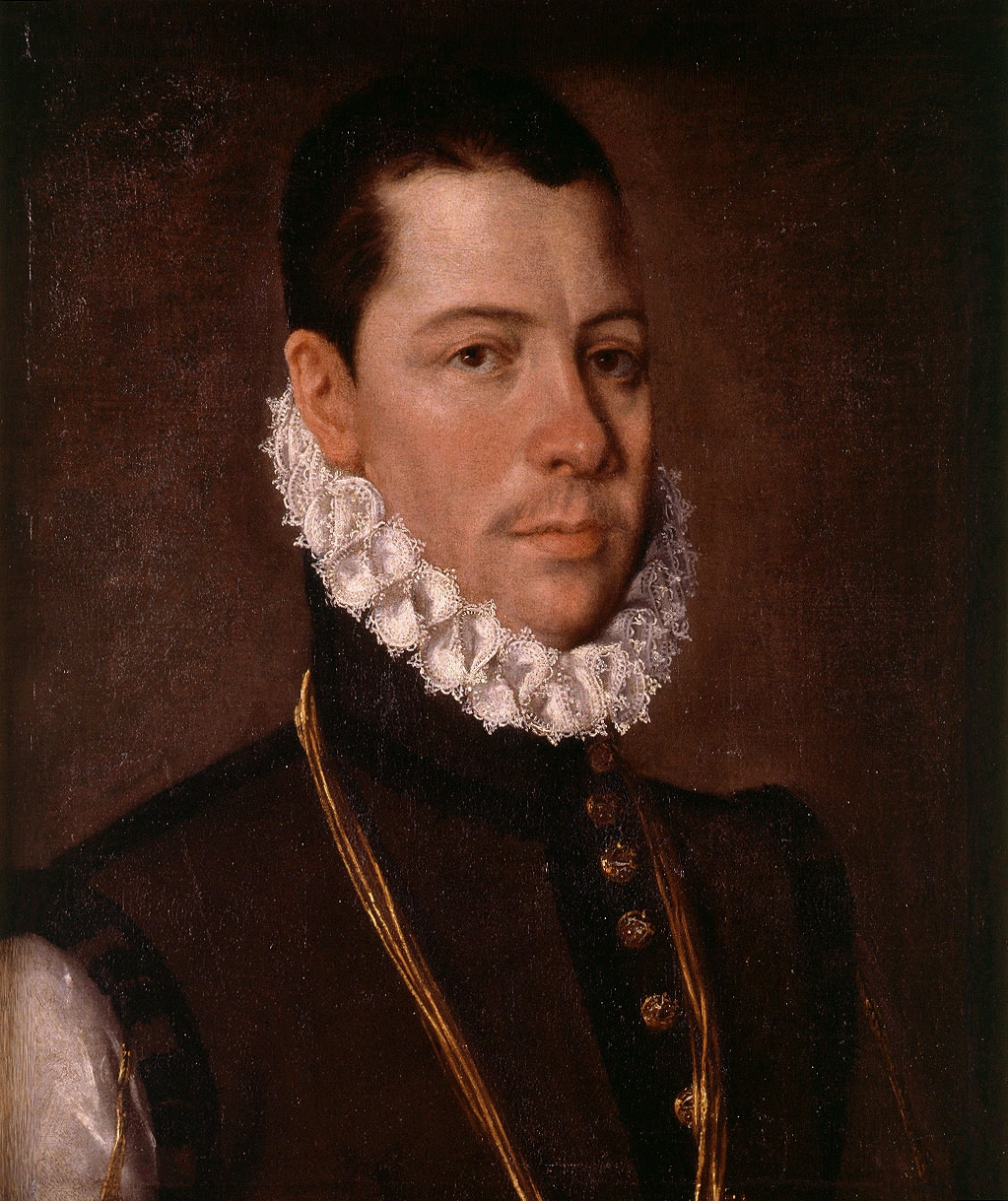
Retrato de Fernando de Aragón y Gurrea, 5º duque de Villahermosa (h. 1573), por Roland de Mois. Museo de Bellas Artes de Valencia.

Roland de Mois (Bruselas, Países Bajos de los Habsburgo ca. 1520 - Zaragoza, 18 de noviembre de 1592) fue un pintor flamenco del Renacimiento español activo en Aragón desde 1559, reino al que llegó al servicio de Martín de Gurrea y Aragón, duque de Villahermosa junto con Pablo Schepers.

## Biografía y obra
Según Jusepe Martínez, de quien proceden las primeras noticias, al regresar en 1559 de su viaje por Europa, a donde había viajado en el séquito de Felipe II, el duque de Villahermosa se hizo acompañar para trabajar en su palacio y casa de campo de Pedrola de dos pintores flamencos, Pablo Esquert (Schepers), especializado en pintura historiada, y «Rolam Mois», retratista.
No se tienen noticias ciertas anteriores a su llegada a Aragón. Por algunos rasgos de su pintura, en los que se advierten influencias de la pintura italiana, se ha pensado que pudiera haber viajado a Nápoles y Venecia antes de establecerse en Zaragoza, algo que, en cualquier caso, debió de hacer siendo todavía hombre joven, pues consta que llegó soltero y que aquí contrajo matrimonio en dos ocasiones.  
Destacado retratista, fue empleado por el duque en la galería de retratos familiares, sacados, según Martínez, «de originales muy antiguos, los cuales eran de manera muy seca y de muy poco dibujo, mas él los redujo a la moderna con tanta gracia y bondad, sin defraudar a lo parecido, que parecía lo había sacado del mismo natural». Conservados en parte en el propio palacio ducal de Pedrola, los retratos de Mois muestran las características propias del retrato cortesano manierista, con lo mejor de los retratos flamencos e italianos de su tiempo, al modo en que lo hicieron Antonio Moro y Alonso Sánchez Coello, con quien tuvo intercambio epistolar. Siendo el más destacado retratista de su tiempo en Aragón, pudo influir en otros pintores como Rafael Pertús.

### El retablo mayor del monasterio de La Oliva
Al margen de las noticias proporcionadas por Jusepe Martínez, consta documentalmente que en 1571 «Paulo Ezchepers» y Roland de Mois, «habitantes en Zaragoza», contrataron con los monjes del monasterio cisterciense de la Oliva en Carcastillo (Navarra) la realización de su retablo mayor que, a la muerte de Esquert, en 1578 o poco antes, aún no había sido terminado y no lo estaría por diversas circunstancias hasta 1587. 
El retablo, dedicado a la Asunción de la Virgen y conservado actualmente en la parroquial de San Pedro de Tafalla, se convertirá en arquetipo de la posterior producción de Mois, que reiteró en varias ocasiones sus composiciones aunque nunca volviese a alcanzar la calidad de las tres tablas principales, lo que plantea el problema de la colaboración entre los dos pintores. Considerando que Jusepe Martínez afirmaba que Mois «acabó algunas obras bosquejadas de su compañero Micer Pablo con todo cumplimiento, observando aquella misma manera», parece probable que Esquert tuviese una participación mayor en la invención de las historias que su compañero.
En palabras del historiador del arte Jesús Criado Mainar, el retablo mayor del monasterio de Nuestra Señora de La Oliva «ilustra mejor que ninguna otra obra la profunda puesta al día que la pintura zaragozana experimentó por esos años en sintonía con los presupuestos de la Contrarreforma». Conforme a las nuevas precisiones documentales que presenta, Criado Mainar termina afirmando que «es, cuando menos, posible que en esta ocasión sí nos encontremos ante una composición original —desde luego, tan sólo hasta cierto punto— de Moys, independientemente de las creaciones de Scheppers.»

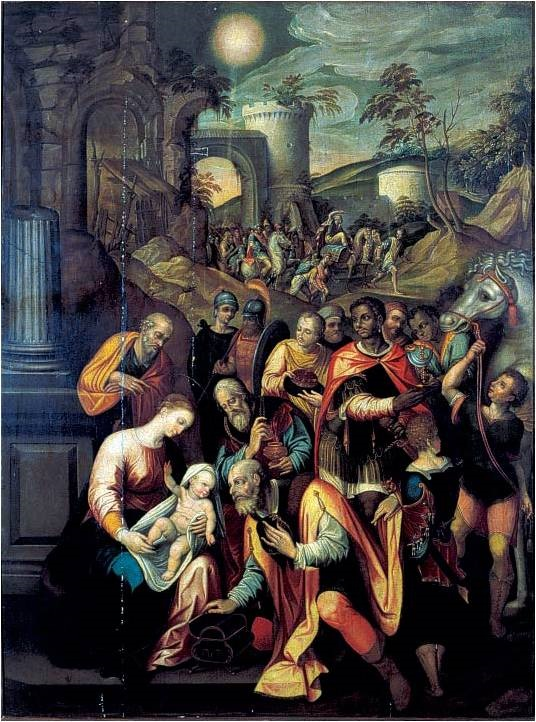
Adoración de los Reyes Magos, óleo sobre tabla, 288 x 214 cm, Museo de Zaragoza. Procedente de la capilla funeraria que el pintor tenía en el convento de Santo Domingo de Zaragoza.

### El retablo mayor del monasterio de Fitero
Tres años después de entregado el retablo de la Oliva, el 10 de junio de 1590, los monjes de otra comunidad cisterciense navarra, el Monasterio de Santa María la Real de Fitero, contrataron con Roland de Mois «pintar, dorar y estofar con toda la primor finos colores y curiosidad que sea posible» el retablo mayor de su iglesia, comprometiéndose el pintor a «que todo lo principal de pintura del dicho retablo el dicho Moys lo haya de hazer por su propia mano». Concluido en 1582, una de las tablas del cuerpo principal, la Adoración de los pastores (semejante a otra, quizá anterior, conservada en el Museo de Zaragoza), con su estudio de la luz, convierte a Mois en opinión de Carmen Morte en un «adelantado del tenebrismo», cercano a ciertos modelos napolitanos, y no lejos de lo que contemporáneamente se hacía en El Escorial.
Sin embargo, la tabla restante del cuerpo principal, con una representación de la Epifanía, repite todavía el modelo empleado en la Oliva, sin el medio punto, modelo que volverá a emplear en la Adoración de los Magos del Museo de Zaragoza procedente del convento de Santo Domingo, con el que se había comprometido a pintar un retablo con una tabla de la Adoración de los Magos cuando en 1589 se le concedió una capilla para su enterramiento, cuya remodelación se comprometió a financiar. La menor precisión en el dibujo, apreciable en esta tabla y en la de Fitero, obras seguras de Mois, comparadas con la tabla de la Oliva, de dibujo y color vigorosos, hace obligado atribuir a Schepers esta última así como otra Epifanía del Museo de Zaragoza de menor tamaño y de composición invertida, modelo de otras muchas copias de calidad variable relacionadas con Mois o con su taller, entre las que destaca la de la catedral de Barbastro de 1591, repetida en el retablo de la capilla del Nacimiento de La Seo, en el retablo del Rosario de la Basílica de El Pilar y en el monasterio del Santo Sepulcro de Zaragoza.
Mois obtuvo un éxito muy notable, principalmente con sus retratos, lo que según Martínez le permitió tratarse como caballero, «teniendo siempre caballo a la estaca y su casa con la ostentación que merecía su ingenio», y pudo gracias a ello dejar a su única hija una hacienda «muy lucida» y casada con persona de estimación, lo que parece confirmarse documentalmente y con las noticias sobre su enterramiento, pero el mismo éxito pudo ser causa también de esas caídas de calidad que se advierten en algunas obras relacionadas con él, pues hubo de servirse de un taller muy activo que siguió repitiendo sus modelos, o los de Schepers, incluso después de fallecido el maestro.